# Anthony Thomas
Anthony Thomas, född 30 augusti 1982, är en engelsk fotbollsspelare.
Thomas är anfallare i Hendon FC.